# Hendrik Reiher
Hendrik Reiher (n. 25 ianuarie 1962, Eisenhüttenstadt, Brandenburg, Germania) este un timonier ce a reprezentat Germania, medaliat olimpic. A participat la 2 ediții ale Jocurilor Olimpice (1988, 1992) în care a câștigat o medalie de aur și o medalie de argint.